# Elias Skaff
Elias Joseph Tohme Skaff (ur. 11 października 1948 r. w Zahla, zm. 10 października 2015) – polityk libański, grekokatolik, przywódca Bloku Ludowego, został wybrany deputowanym do Zgromadzenia Narodowego z okręgu Zahla w roku 1992 oraz ponownie w 1996, 2000 i 2005. W latach 90. był przewodniczącym komisji parlamentarnych: rolnictwa, turystyki, ochrony środowiska oraz spraw gmin i obszarów wiejskich. Zasiadał także w komisji ekonomii, handlu i przemysłu. W 2001 roku przez krótki czas należał do Zgromadzenia Kurnet Szehwan. Był ministrem przemysłu w rządzie Rafika Haririego (2003) oraz rolnictwa w rządach Omara Karamiego i Fuada Siniory (2004 i 2008). W 2005 roku dołączył do Bloku Zmian i Reform.